# Concorde de Wittemberg
La Concorde de Wittemberg (Formula Concordiae Lutheri et Buceri) est une proclamation théologique composée essentiellement par Philipp Melanchthon, inspirée par le concile des théologiens réformés du 26 mai 1536 qui devait combler les divergences cultuelles apparues à propos de la célébration de l’eucharistie entre les théologiens proches de Luther et les représentants des Églises réformées suisses (dites hautes-allemandes).

## Participants

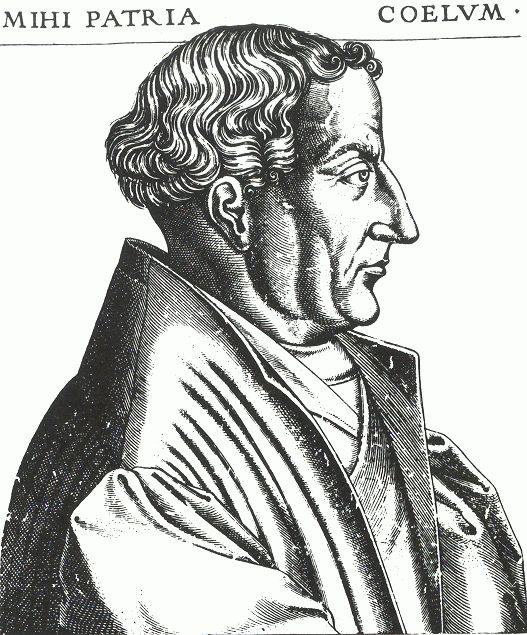
Martin Bucer

Prirent part aux discussions du 21 au 28 mai 1536 les Wittembergeois Martin Luther, Philipp Melanchthon, Johannes Bugenhagen, Caspar Cruciger l'Ancien, Matthäus Alber et Johannes Schradin de Reutlingen, Jacob Ottner d’Esslingen am Neckar, Johann Bernhard de Francfort-sur-le-Main, Martin Bucer et Wolfgang Capiton de Strasbourg, Martin Frecht d’Ulm, Justus Menius d’Eisenach, Friedrich Myconius de Gotha, Wolfgang Musculus et Bonifacius Wolfhart d’Augsbourg, Gervasius Schuler de Memmingen, enfin Johannes Zwick de Constance qui ne fut approché qu'au cours du concile. Johannes Brenz, Erhard Schnepf, Justus Jonas et Andreas Osiander devaient participer aux débats ; mais Jonas était déjà sollicité à Naumburg et ne signa la Concorde qu'après coup.

## Déroulement

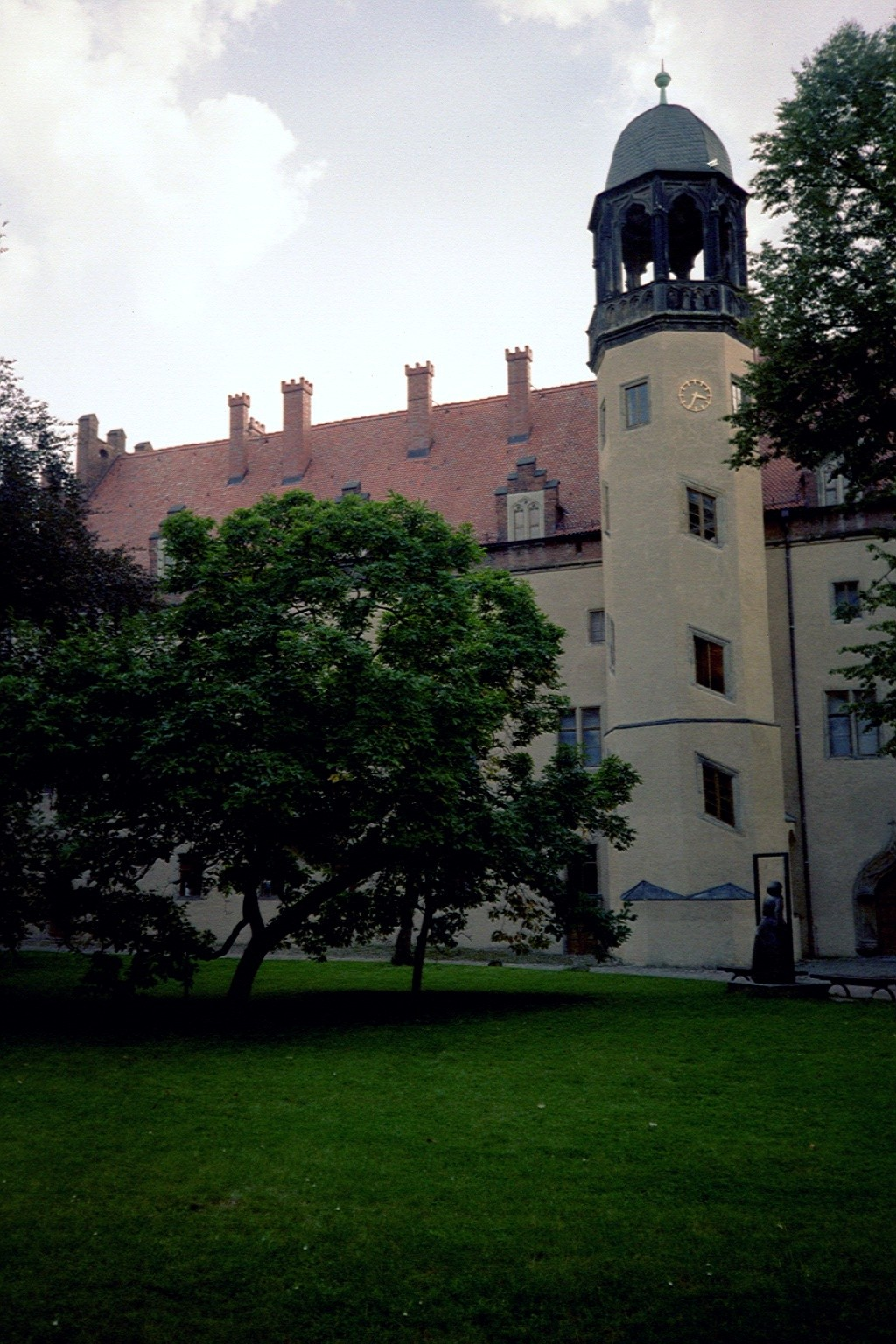
La maison de Luther à Wittemberg, où se tinrent une partie des débats.

Après l'accueil des participants le 21 mai, les débats purent commencer le lendemain. Capiton et Bucer cherchaient à se concilier Luther. Bucer, comme il l'avait fait jusque-là, soutint Luther dans son effort de rapprocher les Églises de Wittemberg et les Églises de Haute-Allemagne sur la doctrine de l'eucharistie. La pomme de discorde demeurait la question de la présence réelle du corps et du sang du Christ dans le pain et le vin (sur laquelle Luther observait une opinion plutôt conservatrice).
On inventoria les points de doctrine à éclaircir dans la maison de Luther, où le réformateur de Wittemberg critiqua d'abord les écrits d’Ulrich Zwingli. Bucer chercha un point de conciliation : il en appela à la confession d'Augsbourg et à l’Apologie qu'en avaient faite Melanchthon et Luther, en montrant bien la prise de distance avec les sacrements de rite romain. Les débats sur l’eucharistie se poursuivirent le 23 mai : Bucer parvint cette fois à établir la convergence doctrinale entre les théologiens saxons et ceux de Haute-Allemagne ; sur le conseil de Bugenhagen, il invoqua l'autorité de la Parole biblique pour préciser en détail la célébration de l'eucharistie. Il subsistait bien quelques différences sur l'interprétation du culte (la manducatio impiorum), mais Luther accepta de passer outre. Après consultation des avis doctrinaux des réformateurs souabes et suisses, Luther accepta de reconnaître l'unité de dogme. Melanchthon fut chargé de rédiger le formulaire sanctionnant ces accords : le 26 mai, il lut son texte, la Formula Concordiae Lutheri et Buceri, devant tous les participants.
Les autres points de consultation abordés les jours suivants concernèrent le baptême, l’absolution, l'instruction religieuse et la question délicate de la réforme du clergé. Les conclusions, rédigées, furent signées de Luther, Bugenhagen, Melanchthon et Cruciger. Le 27 mai, l'argumentation de représentants suisses fut évoquée. Luther exprima sa surprise quant à leur intérêt pour la Concorde, et quelques revendications lui parurent suspectes : c'est pourquoi on remit à plus tard l'examen de leur adhésion. La Concorde de Wittemberg fut ratifiée le 28 mai : à l’exception du prédicateur Zwick de Constance qui prétexta qu'il n'était pas investi d'une légitimité suffisante pour cela, tous les participants signèrent la Concorde, puis même les villes de Souabe.

## Texte
Le texte de cette formule de Concorde comprend une partie sur l'eucharistie, une sur le baptême et une dernière sur la confession privée.
Le document eucharistique se découpe en trois paragraphes:
le premier, évoquant une affirmation d’Irénée de Lyon, indique que dans la Cène, le corps et le sang du Christ sont présents avec le pain et le vin.
Le second paragraphe nie la transsubstantiation et toute idée de présence locale, ou de présence du corps et du sang du Christ en dehors de la célébration eucharistique (lors des processions, etc;)
Enfin, le troisième paragraphe affirme que lors de la Cène le corps et le sang du Christ sont donnés également aux communiants indignes et résume la raison pour laquelle le sacrement a été institué.
Le document portant sur le baptême se borne à légitimer le baptême des enfants en expliquant que cet acte se justifie par le fait que personne ne peut être sauvé sans être né de nouveau en Jésus Christ (Jean 3. 3-5). L'article consacré à la communion privée rappelle que cette pratique doit rester libre et qu'elle est utile pour les âmes affligées.

## Conséquences
Sur le plan politique, la Concorde permit aux Villes de la Confession tétrapolitaine de rallier la ligue de Smalkalde. La Concorde mit fin aux schismes et querelles entre protestants (excepté les zwingliens); les principaux théologiens réformés ont en effet globalement adhéré à la Concorde: Jean Calvin lors de son séjour à Strasbourg (en 1538) ou plus tard encore Guy de Brès, devant le synode d'Anvers, en 1565.
Plus tard, pourtant, de nouvelles disputes devaient séparer les luthériens -- dont les positions, longtemps disputées entre gnésio-luthériens et philippistes, furent finalement formulées dans la Formule de Concorde, des "calvinistes", à l'origine des Églises Réformées.

### Sources
- (de) Cet article est partiellement ou en totalité issu de l’article de Wikipédia en allemand intitulé « Wittenberger_Konkordie » (voir la liste des auteurs).
- Martin Bucer [Opera Omnia], 1re série : Deutsche Schriften, vol. 6: Wittenberger Konkordie (1536).
- Schriften zur Reformation (1534-1537), bearb. von Robert Stupperich, 1re éd., Heidelberg 1988
- Reinhardt, Henning: Das Itinerar des Wolfgang Musculus (1536), in Archiv für Reformationsgeschichte 97 (2006), pp. 28-82.